# ユーラスエナジーホールディングス
株式会社ユーラスエナジーホールディングス（英: Eurus Energy Holdings Corporation）は、東京都港区に本社を置く持株会社であり、豊田通商の完全子会社である。
かつては東京電力ホールディングスとの合弁会社であったが、2022年（令和4年）8月1日に豊田通商が東京電力ホールディングスの保有する株式を取得し、完全子会社化した。
社名はギリシャ神話に登場する「東の風の神エウロス（Eurus）」に由来している。

## 沿革
- 1986年（昭和61年） ‐ トーメン（現・豊田通商）グループの電力事業としてスタート[3]。
- 1987年（昭和62年） ‐ アメリカで事業開始（カリフォルニア州〈モハベ風力発電所〉）[3]。
- 1993年（平成5年） - イギリスで事業開始（ウェールズ〈P&L風力発電所、RYG風力発電所〉）[3]。
- 1996年（平成8年） - イタリアで事業開始（カンパーニア・プーリア州〈IVPC風力発電所〉）[3]。
- 1998年（平成10年） - スペインで事業開始（ガリシア州〈Paxareiras I&IIa風力発電所〉）[3]。
- 1999年（平成11年） - 日本で事業開始 （北海道〈苫前グリーンヒルウインドパーク（ユーラス苫前ウインドファーム）〉）[3]。
- 2001年（平成13年） - トーメンの電力事業部を分社化し、株式会社トーメンパワーホールディングスを設立[3]。
- 2002年（平成14年） - 東京電力（現・東京電力ホールディングス）が資本参加し、株式会社ユーラスエナジーホールディングスに商号変更[3]。
- 2005年（平成17年） - 韓国で事業開始（江原道〈ガンウォンウインドパーク〉）[3]。
- 2008年（平成20年） - 初の太陽光発電事業を韓国で開始（全羅北道〈西南淳昌（スンチャン）太陽光発電所〉）[3]。
- 2011年（平成23年） - ノルウェーで事業開始（ロガランド県〈Høg-Jæren EnergiPark風力発電所〉）[3]。アメリカで太陽光発電事業開始（カリフォルニア州〈Avenal太陽光発電所〉）[3]。
- 2012年（平成24年） - オーストラリアで事業開始（南オーストラリア州〈Hallett5風力発電所〉）[3]。
- 2013年（平成25年） - 日本で太陽光発電事業開始（大阪府〈ユーラス岬ソーラーパーク〉）[3]。
- 2015年（平成27年） - ウルグアイで事業開始（ラバジェバ県〈Minas風力発電所〉）[3]。子会社の株式会社ユーラスエナジージャパンが「株式会社ユーラステクニカルサービス」と商号変更[3][4]。
- 2016年（平成28年） - フィンランドで事業開始（南ポフヤンマー県〈Kankaanpäänmääki風力発電所、Mustaisneva風力発電所〉）[3]。オランダで事業開始（ヘルダーランド州〈Windpark Netterden〉他、6州8案件）[3]。
- 2022年（令和4年） - 豊田通商の完全子会社となる。
- 2025年（令和7年） - ユーラスエナジーホールディングスを存続会社とし、テラスエナジーと経営統合[5]。

## プロジェクト一覧

### 日本国内
北海道
- ユーラス苫前ウインドファーム
- ユーラス浜頓別ウインドファーム
- ユーラス遠別ウインドファーム
- ユーラス宗谷岬ウインドファーム
- ユーラス伊達ウインドファーム
- ユーラス伊達黄金ウインドファーム
- ユーラス江差ウインドファーム
- ユーラス白糠ソーラーパーク
- ユーラス豊頃ソーラーパーク
- 天北ウインドファーム

青森県
- ユーラス岩屋ウインドファーム
- ユーラス尻労ウインドファーム
- ユーラス大豆田ウインドファーム
- ユーラス小田野沢ウインドファーム
- ユーラスヒッツ北野沢クリフ風力発電所
- ユーラス野辺地ウインドファーム
- ユーラス六ヶ所ソーラーパーク

岩手県
- ユーラス釜石広域ウインドファーム

秋田県
- ユーラス田代平ウインドファーム
- ユーラス西目ウインドファーム
- ユーラス秋田港ウインドファーム
- ユーラス由利高原ウインドファーム
- ユーラス東由利原ウインドファーム

宮城県・福島県
- ユーラス天明ソーラーパーク

福島県
- ユーラス滝根小白井ウインドファーム
- ユーラス矢吹中島ソーラーパーク
- ユーラス福島川内ソーラーパーク

茨城県
- ユーラス里美ウインドファーム

静岡県
- ユーラス河津ウインドファーム

大阪府
- ユーラス岬ソーラーパーク

兵庫県
- ユーラス津名東ソーラーパーク
- ユーラス北淡路ソーラーパーク

和歌山県
- ユーラス有田川ウインドファーム

島根県
- ユーラス新出雲ウインドファーム

徳島県
- 大川原ウインドファーム

愛媛県
- ユーラス瀬戸ウインドファーム

高知県
- ユーラス大豊ウインドファーム

鹿児島県
- ユーラス輝北ウインドファームI
- ユーラス輝北ウインドファームII
- ユーラス肝付ウインドファーム

### アジア・大洋州
韓国
- Gangwon Wind Park
- テギサン風力発電所
- ゴウウォン風力発電所
- 西南淳昌（スンチャン）太陽光発電所
- ジンドサンパーク太陽光発電所

豪州
- Coonooer Bridge
- Hallett5

### アメリカ
アメリカ
- Combine Hills I
- Combine Hills II
- Oasis
- Avenal (Sun City 20,000kW Sand Drag 19,000kW Avenal Park 6,000kW)
- Spearville 3
- Bull Creek
- Waianae

ウルグアイ
- Florida II
- Minas

### ヨーロッパ
イギリス
- P&L
- RYG

スペイン
- Bobia y San Isidro
- Asturias II (Alto de Abara)
- Grallas
- Paxareiras (Pax)I&IIa
- Paxareiras (Pax)IIb
- Paxareiras (Pax)IIc
- Paxareiras (Pax)IId&e
- Paxareiras (Pax)IIf
- Paxareiras (Pax)IIf+
- Vicedo
- PEBSA
- Deva
- Tea
- Buio (Gamoide/Buio/Rioboo)
- Fonteavia I/II Bidueiros

イタリア
- IVPC Power4
- IVPC Power9
- IVPC

ノルウェー
- Høg-Jæren EnergiPark I
- Høg-Jæren EnergiPark II

フィンランド
- Kankaanpäänmääki風力発電所
- Mustaisneva風力発電所

オランダ
- Windpark Zoetermeer
- Windpark Lely
- Windpark Boerderijweg
- Windpark Tolhuis
- Windpark Dalfsen
- Windpark IJslandweg
- Windpark Oesterdam
- Windpark Van Gogh
- Windpark Netterden

## 事業所
支店
- 札幌支店 - 札幌市中央区北3条西4丁目1-1 日本生命札幌ビル16階[1]
- 稚内支店 - 北海道稚内市末広5丁目5-1 国境ビル2階[1]

主なグループ会社
- 株式会社ユーラステクニカルサービス[1]
- Eurus Energy America Corporation[1]
- Eurus Energy Europe B.V.[1]

日本国外オフィス
- Eurus Energy Korea Corporation[1]
- Eurus Energy Australia Development Pty Ltd[1]
- Eurus Energy Uruguay S.R.L.[1]
- Eurus Energias Renovables S.A.[1]
- Eurus Energy Norway AS[1]